# Lin Dan (trener)
Lin Dan (енгл. Lin Dunn; rođena 10. maja 1947) je amerikanka i profesionalni trener košarke. Trenutno je na poziciji specijalnog pomoćnika glavnog trenera u ženskom košarkaškom klubu Kentaki Vajldkets. Najpoznatija je po tome što je bila prvi trener i generalni direktor Sijetl Storma. Tokom karijere ostvarila je više od 500 pobeda.

## Biografija
Lin je rođena 10. maja 1947. godine u Dresdenu, u saveznoj američkoj državi Tenesi. Diplomirala je na Univerzitetu Tenesi u Martinu, 1969. godine. Decenijama je bila košarkaški trener u koledžu, ostvarivši rekord od 447 — 257 u 25 sezona kao glavni trener.
Tokom svoje karijere na Državnom univerzitetu Oustin Pi (1970–1976), Univerzitetu u Misisipiju (1977–1978), Univerzitetu u Majamiju (1978–1987) i Univerzitetu Perdu (1987–1996), sedam puta je osvajala „NCAA Division I Women's Basketball Tournament” (NCAA turnir u košarci za žene) i jedanput Fajnl For (енгл. Final four). Lin je takođe bila predsednik Udruženja košarkašica, u periodu od 1984. do 1985. godine.
Lin je iznenada dobila otkaz u Perdu nakon sezone 1995-96, ali u košarkaški svet vratila sa timom Portland Pauer iz Američke košarkaške lige (ABL), 1996. godine. Bila je trener ABL-a, 1998. godine, neposredno pre nego što je ta liga propala. Lin je tada postala prvi trener i generalni direktor kluba Sijetl Storma. Postala je omiljena među lokalnom publikom koja je često nasila maske i majice sa nenim likom i citatima. Tim je započeo sezonu sumarnim rezultatom 6-26.
Lin Dan je napustila Storne taman kada je klub počeo da ostvaruje zavidne rezultate. Nove zvezde Sju Berd i Loren Džekson dovele su tim do plej-ofa 2002. godine, gde su izgubile od Los Anđeles Spark. Lin je tada dala ostavku, prepuštajući klub u ruke Ane Donovan koja će za samo dve sezone da izgradi šampionski tim.
Lin je takođe bila glavni trener kluba Indijana Fiver, sa kojima je 21. oktobra 2012. godine osvojila VNBA šampionat. Dana 6. maja 2014. najavila je povlačenje krajem godine i penzionisanje iz trenerske karijere.
Dana 14. juna 2014, godine, Dan je primljena u Žensku košarkašku kuću slavnih. Na iznenađene mnogih, 24. maja 2016. predstavljena je kao pomoćni trener Metju Mičela u ženskom košarkaškom timu Kentaki Vajldkets. Iako je prvobitni plan bio da se Dan zadrži samo godinu dana na ovoj poziciji, ugovor je naknadno produžen. Godine 2018. postavljea je na poziciju specijalnog asistenta glavnog trenera.

## Međunarodna takmičenja
Lin Dan je bila pomoćni trener američke reprezentacije na Svetskom prvenstvu u Kuala Lumpuru u Maleziji, 1990. godine. Tim je, zahvaljujući Terezi Edvards koja je imala proseka 22 poena po utakmici, pobedio na skoro svim utakmicama sa značajno velikom razlikom. Jedino je meč protiv reprezentacije Kube završen sa jednocifrenom razlikom. Američki tim susreo se sa Jugoslavijom u borbi za zlatnu medalju i pobedio je sa 88–78.
Dan je 1995. godine bila glavni trener ekipe na Kupu R. Vilijamsa. Takmičenje je održano u Tajpeju na Tajvanu. Američki tim pobedio je u prvih šest utakmica, ali su četiri od šest dobijene sa jednocifrenom razlikom. Njihova sedma utakmica bila je protiv Rusije i izgubili su je sa 100–84. Poslednja utakmica bila je protiv Južne Koreje, a pobeda bi obezbedila zlatnu medalju, ali južnokorejski tim pobedio je 80–76 i osvojio zlato. Tim SAD osvojio je bronzanu medalju.

## Rekordi glavnog trenera

### Profesiionalno
| Тим      | Година  | У   | ПОБ | ПОР | УС%  | Пласман         | ПУ | ППОБ | ППОР | ПУС% | Пласман у плеј-офу                    |  |
| -------- | ------- | --- | --- | --- | ---- | --------------- | -- | ---- | ---- | ---- | ------------------------------------- |  |
| POR      | 1996–97 | 18  | 9   | 9   | .500 | 4th na Zapadu   |    |      |      |      |                                       |  |
| POR      | 1997–98 | 44  | 27  | 17  | .614 | 1st na Zapadu   | 2  | 0    | 2    | .000 | Poraz u polufinalu Western Conference |  |
| POR      | 1998    | 13  | 9   | 4   | .692 | Sezona otkazana |    |      |      |      |                                       |  |
| SEA      | 2000    | 32  | 6   | 26  | .188 | 8. na Zapadu    |    |      |      |      |                                       |  |
| SEA      | 2001    | 32  | 10  | 22  | .313 | 8. na Zapadu    |    |      |      |      |                                       |  |
| SEA      | 2002    | 32  | 17  | 15  | .531 | 4. na Zapadu    | 2  | 0    | 2    | .000 | Poraz u polufinalu Western Conference |  |
| IND      | 2008    | 34  | 17  | 17  | .500 | 4. na Istoku    | 3  | 1    | 2    | .333 | Poraz u polufinalu Estern Conference  |  |
| IND      | 2009    | 34  | 22  | 12  | .647 | 1. na Istoku    | 10 | 6    | 4    | .600 | Poraz u finalu VNBA                   |  |
| IND      | 2010    | 34  | 21  | 13  | .618 | 3. na Istoku    | 3  | 1    | 2    | .333 | Poraz u polufinalu Eastern Conference |  |
| IND      | 2011    | 34  | 21  | 13  | .618 | 1. na Istoku    | 6  | 3    | 3    | .500 | Poraz u finalu Eastern Conference     |  |
| IND      | 2012    | 34  | 22  | 12  | .647 | 2. na Istoku    | 10 | 7    | 3    | .700 | Pobeda u finalu VNBA                  |  |
| IND      | 2013    | 34  | 16  | 18  | .471 | 4. na Istoku    | 4  | 2    | 2    | .500 | Poraz u finalu Eastern Conference     |  |
| IND      | 2014    | 34  | 16  | 18  | .471 | 2nd na Istoku   | 5  | 3    | 2    | .600 | Poraz u finalu Eastern Conference     |  |
| Karijera |         | 409 | 213 | 196 | .521 |                 | 45 | 23   | 22   | .511 |                                       |  |